# Élections municipales de 2017 dans le Témiscouata
Pour un article plus général, voir Élections municipales de 2017 dans le Bas-Saint-Laurent.
Cet article concerne les élections municipales de 2017 dans le Bas-Saint-Laurent  dans la municipalité régionale de comté de Témiscouata.

## Auclair
| Candidats pour la mairie | Vote            | %               |
| ------------------------ | --------------- | --------------- |
| Bruno Bonesso (Sortant)  | Sans opposition | Sans opposition |

| Candidats conseiller #1 | Vote            | %               |
| ----------------------- | --------------- | --------------- |
| François Poirier        | Sans opposition | Sans opposition |

| Candidats conseiller #2        | Vote            | %               |
| ------------------------------ | --------------- | --------------- |
| Donald John Philippe (Sortant) | Sans opposition | Sans opposition |

| Candidats conseiller #3  | Vote            | %               |
| ------------------------ | --------------- | --------------- |
| Odette Dumont (Sortante) | Sans opposition | Sans opposition |

| Candidats conseiller #4  | Vote            | %               |
| ------------------------ | --------------- | --------------- |
| Louis Veilleux (Sortant) | Sans opposition | Sans opposition |

| Candidats conseiller #5      | Vote            | %               |
| ---------------------------- | --------------- | --------------- |
| Jean-Marie Gilbert (Sortant) | Sans opposition | Sans opposition |

| Candidats conseiller #6 | Vote            | %               |
| ----------------------- | --------------- | --------------- |
| Danny Lavoie            | Sans opposition | Sans opposition |

- Démission de François Poirier (conseiller #1) peu avant le 8 janvier 2020[1].

## Biencourt
| Candidats pour la mairie | Vote            | %               |
| ------------------------ | --------------- | --------------- |
| Daniel Boucher (Sortant) | Sans opposition | Sans opposition |

| Candidats conseiller #1 | Vote            | %               |
| ----------------------- | --------------- | --------------- |
| Daniel Rioux (Sortant)  | Sans opposition | Sans opposition |

| Candidats conseiller #2      | Vote            | %               |
| ---------------------------- | --------------- | --------------- |
| Sébastien Beaulieu (Sortant) | Sans opposition | Sans opposition |

| Candidats conseiller #3  | Vote            | %               |
| ------------------------ | --------------- | --------------- |
| Raymond Lavoie (Sortant) | Sans opposition | Sans opposition |

| Candidats conseiller #4 | Vote            | %               |
| ----------------------- | --------------- | --------------- |
| Yvon Tremblay (Sortant) | Sans opposition | Sans opposition |

| Candidats conseiller #5  | Vote            | %               |
| ------------------------ | --------------- | --------------- |
| Simon Bélanger (Sortant) | Sans opposition | Sans opposition |

| Candidats conseiller #6    | Vote            | %               |
| -------------------------- | --------------- | --------------- |
| Jean-Guy Roussel (Sortant) | Sans opposition | Sans opposition |

- Édouard Perreault remplace Jean-Guy Roussel à titre de conseiller #6 en cours de mandat.

## Dégelis
| Candidats pour la mairie       | Vote | %     |
| ------------------------------ | ---- | ----- |
| Normand Morin (Sortant)        | 769  | 50,89 |
| Denis Clermont                 | 742  | 49,11 |
| Taux de participation : 63,7 % |      |       |

| Candidats conseiller #1 | Vote | %     |
| ----------------------- | ---- | ----- |
| Linda Bergeron          | 563  | 37,81 |
| Gustave Pelletier       | 540  | 36,27 |
| Hugues Caron (Sortant)  | 386  | 25,92 |

| Candidats conseiller #2 | Vote | %     |
| ----------------------- | ---- | ----- |
| Richard Bard (Sortant)  | 905  | 60,86 |
| Martin Rioux-Beaulien   | 582  | 39,14 |

| Candidats conseiller #3   | Vote | %     |
| ------------------------- | ---- | ----- |
| Brigitte Morin (Sortante) | 854  | 57,35 |
| Marcelle Valcourt         | 635  | 42,65 |

| Candidats conseiller #4 | Vote            | %               |
| ----------------------- | --------------- | --------------- |
| Richard Lemay (Sortant) | Sans opposition | Sans opposition |

| Candidats conseiller #5 | Vote | %     |
| ----------------------- | ---- | ----- |
| Yves Lebel              | 931  | 63,08 |
| Yvon Lemieux            | 545  | 36,92 |

| Candidats conseiller #6 | Vote | %     |
| ----------------------- | ---- | ----- |
| Simon Potvin (Sortant)  | 755  | 50,91 |
| Bernard Caron           | 728  | 49,09 |

- Démission de Simon Potvin (conseiller #6) peu avant le 7 octobre 2019[2].

- Gustave Pelletier devient conseiller #6 en mars 2020[3].

| Candidats conseiller #6 | Vote | % |
| ----------------------- | ---- | - |
| Gustave Pelletier       |      |   |

## Lac-des-Aigles
| Candidats pour la mairie       | Vote | %     |
| ------------------------------ | ---- | ----- |
| Pierre Bossé                   | 198  | 58,93 |
| Claude Breault (Sortant)       | 138  | 41,07 |
| Taux de participation : 78,6 % |      |       |

| Candidats conseiller #1 | Vote            | %               |
| ----------------------- | --------------- | --------------- |
| Michel Dubé (Sortant)   | Sans opposition | Sans opposition |

| Candidats conseiller #2     | Vote | %     |
| --------------------------- | ---- | ----- |
| Serge Demers                | 240  | 72,29 |
| Jean-Guy Beaulieu (Sortant) | 92   | 27,71 |

| Candidats conseiller #3 | Vote            | %               |
| ----------------------- | --------------- | --------------- |
| Vicky Ouellet           | Sans opposition | Sans opposition |

| Candidats conseiller #4 | Vote            | %               |
| ----------------------- | --------------- | --------------- |
| Luc Sirois              | Sans opposition | Sans opposition |

| Candidats conseiller #5 | Vote            | %               |
| ----------------------- | --------------- | --------------- |
| Nadia Sheink (Sortante) | Sans opposition | Sans opposition |

| Candidats conseiller #6 | Vote | %     |
| ----------------------- | ---- | ----- |
| Frédéric Dubé           | 126  | 37,84 |
| Elzéar Lepage (Sortant) | 110  | 33,03 |
| Audrey Lévesque         | 97   | 29,13 |

- Démission de Nadia Sheink (conseillère #5) peu avant le 6 mai 2019[4].

- Élection partielle au poste de conseiller #5 le 14 juillet 2019[5].
  - Élection de Simon Bois au poste de conseiller[5].

| Candidats conseiller #5        | Vote | %    |
| ------------------------------ | ---- | ---- |
| Simon Bois                     | 86   | 78,0 |
| Réal Marco Sirois              | 24   | 22,0 |
| Participation : 110 / 441      |      |      |
| Taux de participation : 25,0 % |      |      |

## Lejeune
| Candidats pour la mairie    | Vote            | %               |
| --------------------------- | --------------- | --------------- |
| Pierre Daigneault (Sortant) | Sans opposition | Sans opposition |

| Candidats conseiller #1 | Vote            | %               |
| ----------------------- | --------------- | --------------- |
| Patrice Dubé (Sortant)  | Sans opposition | Sans opposition |

| Candidats conseiller #2 | Vote | %     |
| ----------------------- | ---- | ----- |
| Réjean Albert (Sortant) | 75   | 52,08 |
| Chantale Gilbert        | 69   | 47,92 |

| Candidats conseiller #3  | Vote            | %               |
| ------------------------ | --------------- | --------------- |
| Fernand Albert (Sortant) | Sans opposition | Sans opposition |

| Candidats conseiller #4 | Vote            | %               |
| ----------------------- | --------------- | --------------- |
| Carole Viel             | Sans opposition | Sans opposition |

| Candidats conseiller #5      | Vote            | %               |
| ---------------------------- | --------------- | --------------- |
| Marguerite Albert (Sortante) | Sans opposition | Sans opposition |

| Candidats conseiller #6   | Vote            | %               |
| ------------------------- | --------------- | --------------- |
| Norbert Michaud (Sortant) | Sans opposition | Sans opposition |

- Démission de Norbert Michaud (conseiller #6) pour raison de santé le 4 juin 2018[6].

- Armelle Kermarrec devient conseillère #6 en cours de mandat.

| Candidats conseiller #6 | Vote | % |
| ----------------------- | ---- | - |
| Armelle Kermarrec       |      |   |

## Packington
| Candidats pour la mairie   | Vote            | %               |
| -------------------------- | --------------- | --------------- |
| Émilien Beaulieu (Sortant) | Sans opposition | Sans opposition |

| Candidats conseiller #1 | Vote            | %               |
| ----------------------- | --------------- | --------------- |
| Guillaume Morin         | Sans opposition | Sans opposition |

| Candidats conseiller #2 | Vote            | %               |
| ----------------------- | --------------- | --------------- |
| Jean-Noël Moreau        | Sans opposition | Sans opposition |

| Candidats conseiller #3 | Vote            | %               |
| ----------------------- | --------------- | --------------- |
| Jules Soucy             | Sans opposition | Sans opposition |

| Candidats conseiller #4   | Vote            | %               |
| ------------------------- | --------------- | --------------- |
| Alain Thériault (Sortant) | Sans opposition | Sans opposition |

| Candidats conseiller #5   | Vote            | %               |
| ------------------------- | --------------- | --------------- |
| Linda Lévesque (Sortante) | Sans opposition | Sans opposition |

| Candidats conseiller #6   | Vote            | %               |
| ------------------------- | --------------- | --------------- |
| Patrick Michaud (Sortant) | Sans opposition | Sans opposition |

## Pohénégamook
| Candidats pour la mairie  | Vote            | %               |
| ------------------------- | --------------- | --------------- |
| Louise Labonté (Sortante) | Sans opposition | Sans opposition |

| Candidats district Saint-Éleuthère #1 (1) | Vote | %     |
| ----------------------------------------- | ---- | ----- |
| Denis Ouellet (Sortant)                   | 404  | 76,66 |
| Jean-Guy Briand                           | 123  | 23,34 |

| Candidats district Saint-Éleuthère #2 (2) | Vote            | %               |
| ----------------------------------------- | --------------- | --------------- |
| Marcellin Lavoie (Sortant)                | Sans opposition | Sans opposition |

| Candidats district Escourt #1 (3) | Vote            | %               |
| --------------------------------- | --------------- | --------------- |
| Robin Breton (Sortant)            | Sans opposition | Sans opposition |

| Candidats district Escourt #2 (4) | Vote            | %               |
| --------------------------------- | --------------- | --------------- |
| Guylaine Cyr (Sortante)           | Sans opposition | Sans opposition |

| Candidats district Sully #1 (5) | Vote            | %               |
| ------------------------------- | --------------- | --------------- |
| Simon Bolduc (Sortant)          | Sans opposition | Sans opposition |

| Candidats district Sully #2 (6) | Vote            | %               |
| ------------------------------- | --------------- | --------------- |
| Raymond Gagné (Sortant)         | Sans opposition | Sans opposition |

## Rivière-Bleue
| Candidats pour la mairie      | Vote            | %               |
| ----------------------------- | --------------- | --------------- |
| Claude H. Pelletier (Sortant) | Sans opposition | Sans opposition |

| Candidats conseiller #1       | Vote | %     |
| ----------------------------- | ---- | ----- |
| Thérèse Beauregard (Sortante) | 384  | 68,33 |
| Ursule Gagné                  | 178  | 31,67 |

| Candidats conseiller #2 | Vote            | %               |
| ----------------------- | --------------- | --------------- |
| Véronique Bossé         | Sans opposition | Sans opposition |

| Candidats conseiller #3   | Vote | %     |
| ------------------------- | ---- | ----- |
| Christiane Roy (Sortante) | 336  | 59,15 |
| Karine Comeau             | 232  | 40,85 |

| Candidats conseiller #4 | Vote            | %               |
| ----------------------- | --------------- | --------------- |
| Lyne Patry              | Sans opposition | Sans opposition |

| Candidats conseiller #5     | Vote | %     |
| --------------------------- | ---- | ----- |
| Marcel Beauregard (Sortant) | 333  | 59,04 |
| Gilles Chamberland          | 231  | 40,96 |

| Candidats conseiller #6 | Vote            | %               |
| ----------------------- | --------------- | --------------- |
| Claudine Marquis        | Sans opposition | Sans opposition |

## Saint-Athanase
|             | Élection (2013)                                                                         | Dissolution (2013)                                                                    | Élection (2017)                                                                 |
| Maire       | André St-Pierre                                                                         | André St-Pierre                                                                       | André St-Pierre                                                                 |
| Conseillers | Chantale Alain Jocelyn Bernier Dave Landry Pierre Després Hugues Ouellet Gaston Chénard | Chantale Alain Jocelyn Bernier Dave Landry Pierre Després Andrée Lebel Gaston Chénard | Chantale Alain Dilan Dumont Dave Landry Pierre Després Andrée Lebel Denis Patry |

| Candidats pour la mairie  | Vote            | %               |
| ------------------------- | --------------- | --------------- |
| André St-Pierre (Sortant) | Sans opposition | Sans opposition |

| Candidats conseiller #1   | Vote            | %               |
| ------------------------- | --------------- | --------------- |
| Chantale Alain (Sortante) | Sans opposition | Sans opposition |

| Candidats conseiller #2 | Vote            | %               |
| ----------------------- | --------------- | --------------- |
| Dilan Dumont            | Sans opposition | Sans opposition |

| Candidats conseiller #3 | Vote            | %               |
| ----------------------- | --------------- | --------------- |
| Dave Landry (Sortant)   | Sans opposition | Sans opposition |

| Candidats conseiller #4  | Vote            | %               |
| ------------------------ | --------------- | --------------- |
| Pierre Després (Sortant) | Sans opposition | Sans opposition |

| Candidats conseiller #5 | Vote            | %               |
| ----------------------- | --------------- | --------------- |
| Andrée Lebel (Sortante) | Sans opposition | Sans opposition |

| Candidats conseiller #6 | Vote            | %               |
| ----------------------- | --------------- | --------------- |
| Denis Patry             | Sans opposition | Sans opposition |

- Départ de Dave Landry (conseiller #3) à la fin de la séance du 4 février 2019[7].

- Élection sans opposition de Claude Patry au poste de conseiller #3 le 13 mai 2019[8].

| Candidats conseiller #3 | Vote            | %               |
| ----------------------- | --------------- | --------------- |
| Claude Patry            | Sans opposition | Sans opposition |

- Démission de Dilan Dumont (conseiller #2) le 9 décembre 2020[9].

- Démission de Chantale Alain (conseillère #1) le 9 décembre 2020[10].

## Saint-Elzéar-de-Témiscouata
| Candidats pour la mairie | Vote            | %               |
| ------------------------ | --------------- | --------------- |
| Carmen Massé (Sortante)  | Sans opposition | Sans opposition |

| Candidats conseiller #1 | Vote            | %               |
| ----------------------- | --------------- | --------------- |
| Guy Thibault (Sortant)  | Sans opposition | Sans opposition |

| Candidats conseiller #2          | Vote            | %               |
| -------------------------------- | --------------- | --------------- |
| Keven Ouellet Lévesque (Sortant) | Sans opposition | Sans opposition |

| Candidats conseiller #3   | Vote | %     |
| ------------------------- | ---- | ----- |
| Alain Morin               | 84   | 57,93 |
| Hélène Durette (Sortante) | 61   | 42,07 |

| Candidats conseiller #4 | Vote            | %               |
| ----------------------- | --------------- | --------------- |
| Yan Marceau (Sortant)   | Sans opposition | Sans opposition |

| Candidats conseiller #5 | Vote | %     |
| ----------------------- | ---- | ----- |
| Bertrand Émond          | 91   | 63,64 |
| Nadia Potvin            | 52   | 36,36 |

| Candidats conseiller #6 | Vote            | %               |
| ----------------------- | --------------- | --------------- |
| Julie Perron            | Sans opposition | Sans opposition |

- Démission de Yan Marceau (conseiller #4)  le 1er octobre 2018[11]

- Démission de Bertrand Émond (conseiller #5)  le 29 octobre 2018[12] et de Julie Perron (conseillère #6) le 1er novembre 2018[12].

- Hélène Durette, Katy Nadeau et Mélissa Boucher Caron entrent au conseil respectivement de conseillère #4, #5 et #6 lors de la séance du 4 février 2019[13].

| Candidats conseiller #4 | Vote | % |
| ----------------------- | ---- | - |
| Hélène Durette          |      |   |

| Candidats conseiller #5 | Vote | % |
| ----------------------- | ---- | - |
| Katy Nadeau             |      |   |

| Candidats conseiller #6 | Vote | % |
| ----------------------- | ---- | - |
| Mélissa Boucher Caron   |      |   |

## Saint-Eusèbe
| Candidats pour la mairie   | Vote            | %               |
| -------------------------- | --------------- | --------------- |
| Gaston Chouinard (Sortant) | Sans opposition | Sans opposition |

| Candidats conseiller #1   | Vote            | %               |
| ------------------------- | --------------- | --------------- |
| Gilles Pellerin (Sortant) | Sans opposition | Sans opposition |

| Candidats conseiller #2 | Vote            | %               |
| ----------------------- | --------------- | --------------- |
| Claudy Ouellet          | Sans opposition | Sans opposition |

| Candidats conseiller #3   | Vote | %     |
| ------------------------- | ---- | ----- |
| Steve St-Pierre (Sortant) | 120  | 62,83 |
| Pierre Plamondon          | 71   | 37,17 |

| Candidats conseiller #4 | Vote            | %               |
| ----------------------- | --------------- | --------------- |
| Alain Dubé (Sortant)    | Sans opposition | Sans opposition |

| Candidats conseiller #5 | Vote            | %               |
| ----------------------- | --------------- | --------------- |
| Rachel Dubé             | Sans opposition | Sans opposition |

| Candidats conseiller #6    | Vote            | %               |
| -------------------------- | --------------- | --------------- |
| Claude Deschamps (Sortant) | Sans opposition | Sans opposition |

- Élection partielle pour le poste de conseiller #3 le 9 juin 2019[14].
  - Organisée en raison de la constatation de la fin de mandat de Steve St-Pierre le 13 mars 2019[15] par la Commission municipale du Québec après 90 jours sans présence au séance du conseil de ville[16]
  - Lise Blanchette est élue conseillère #3[14].

| Candidats conseiller #3      | Vote | %    |
| ---------------------------- | ---- | ---- |
| Lise Blanchette              | 108  | 68,8 |
| Philippe Dastous             | 35   | 22,3 |
| Pierre Plamondon             | 14   | 8,9  |
| Participation : 157 / 492    |      |      |
| Taux de participation : 32 % |      |      |

## Saint-Honoré-de-Témiscouata
| Candidats pour la mairie  | Vote            | %               |
| ------------------------- | --------------- | --------------- |
| Richard F. Dubé (Sortant) | Sans opposition | Sans opposition |

| Candidats conseiller #1 | Vote            | %               |
| ----------------------- | --------------- | --------------- |
| Jimmy Plourde           | Sans opposition | Sans opposition |

| Candidats conseiller #2    | Vote            | %               |
| -------------------------- | --------------- | --------------- |
| Carole Desbiens (Sortante) | Sans opposition | Sans opposition |

| Candidats conseiller #3      | Vote            | %               |
| ---------------------------- | --------------- | --------------- |
| Laurette Lévesque (Sortante) | Sans opposition | Sans opposition |

| Candidats conseiller #4 | Vote | % |
| ----------------------- | ---- | - |
| Aucune candidature      |      |   |

| Candidats conseiller #5 | Vote | % |
| ----------------------- | ---- | - |
| Aucune candidature      |      |   |

| Candidats conseiller #6 | Vote            | %               |
| ----------------------- | --------------- | --------------- |
| Hugo Tardif             | Sans opposition | Sans opposition |

- Les postes de conseiller #4 et conseiller #5 sont comblés par Manon D'Amours et Nicholas Dubé entre novembre 2017 et décembre 2018[17].

- Démission de Manon D'Amours (conseillère #4) en août-septembre 2018[18].

- Richard Belzile entre au conseil à titre de conseiller #4 le 5 novembre 2018[19].

| Candidats conseiller #4 | Vote | % |
| ----------------------- | ---- | - |
| Richard Belzile         |      |   |

- Démission de Richard Belzile (conseiller #4) en avril-mai 2019[20].

- Viateur Dubé entre au conseil à titre de conseiller #4 le 3 juin 2018[21].

| Candidats conseiller #4 | Vote | % |
| ----------------------- | ---- | - |
| Viateur Dubé            |      |   |

## Saint-Jean-de-la-Lande
| Candidats pour la mairie    | Vote            | %               |
| --------------------------- | --------------- | --------------- |
| Jean-Marc Belzile (Sortant) | Sans opposition | Sans opposition |

| Candidats conseiller #1 | Vote            | %               |
| ----------------------- | --------------- | --------------- |
| Denis Ouellet (Sortant) | Sans opposition | Sans opposition |

| Candidats conseiller #2 | Vote            | %               |
| ----------------------- | --------------- | --------------- |
| Jimmy Plourde (Sortant) | Sans opposition | Sans opposition |

| Candidats conseiller #3 | Vote | % |
| ----------------------- | ---- | - |
| Aucune candidature      |      |   |

| Candidats conseiller #4 | Vote            | %               |
| ----------------------- | --------------- | --------------- |
| Claude Gallant          | Sans opposition | Sans opposition |

| Candidats conseiller #5     | Vote            | %               |
| --------------------------- | --------------- | --------------- |
| Lorraine Belzile (Sortante) | Sans opposition | Sans opposition |

| Candidats conseiller #6        | Vote            | %               |
| ------------------------------ | --------------- | --------------- |
| Pierrette Pelletier (Sortante) | Sans opposition | Sans opposition |

- Le poste de conseiller #3 est comblé par Raymond Boutot entre novembre 2017 et décembre 2018[22].

## Saint-Juste-du-Lac
| Candidats pour la mairie | Vote            | %               |
| ------------------------ | --------------- | --------------- |
| Jean-Jacques Bonenfant   | Sans opposition | Sans opposition |

| Candidats conseiller #1    | Vote | %     |
| -------------------------- | ---- | ----- |
| Chloé Ouellet              | 244  | 88,73 |
| Guy Saint-Pierre (Sortant) | 31   | 11,27 |

| Candidats conseiller #2 | Vote | %     |
| ----------------------- | ---- | ----- |
| Yves Fontaine (Sotant)  | 162  | 60,67 |
| Donald Roy              | 105  | 39,33 |

| Candidats conseiller #3 | Vote | %     |
| ----------------------- | ---- | ----- |
| Mario Guimont (Sortant) | 138  | 50,92 |
| Stéphanie Fournier      | 133  | 49,08 |

| Candidats conseiller #4                         | Vote | %     |
| ----------------------------------------------- | ---- | ----- |
| Céline Dubé Ouellet (Sortante d'un autre poste) | 154  | 56,62 |
| Yvan Lepage                                     | 118  | 43,38 |

| Candidats conseiller #5  | Vote | %     |
| ------------------------ | ---- | ----- |
| Jean-Claude Rodrigue     | 181  | 66,30 |
| André Langlais (Sortant) | 92   | 33,70 |

| Candidats conseiller #6  | Vote            | %               |
| ------------------------ | --------------- | --------------- |
| Wilfrid Bérubé (Sortant) | Sans opposition | Sans opposition |

- Démission de Jean-Claude Rodrigue (conseiller #5) pour des raisons médicales le 16 mai 2018[23].

- Démission de Chloé Ouellet (conseillère #1) en raison de modifications dans ses engagements professionnels le 22 juin 2018[24].

- Denise Lord et Yvan Lepage occupent respectivement les postes de conseillère #1 et de conseiller #5 en septembre 2018[25].

| Candidats conseiller #1 | Vote | % |
| ----------------------- | ---- | - |
| Denise Lord             |      |   |

| Candidats conseiller #5 | Vote | % |
| ----------------------- | ---- | - |
| Yvan Lepage             |      |   |

- Élection partielle au poste de maire 
  - Organisée en raison de la démission du maire Jean-Jacques Bonenfant pour des raisons personnelles[26],[27].
  - Mario Guimont, conseiller #3, assure entretemps les fonctions de pro-maire[26].
  - Élection par acclamation de Michel Normand le 4 septembre 2020[26].

| Candidats pour la mairie | Vote            | %               |
| ------------------------ | --------------- | --------------- |
| Michel Normand           | Sans opposition | Sans opposition |

## Saint-Louis-du-Ha! Ha!
| Candidats pour la mairie       | Vote | %     |
| ------------------------------ | ---- | ----- |
| Sonia Larrivée (Sortante)      | 388  | 55,51 |
| Gilles Morin                   | 311  | 44,49 |
| Taux de participation : 66,3 % |      |       |

| Candidats conseiller #1 | Vote            | %               |
| ----------------------- | --------------- | --------------- |
| Mélissa Lord            | Sans opposition | Sans opposition |

| Candidats conseiller #2    | Vote            | %               |
| -------------------------- | --------------- | --------------- |
| Gilles Pelletier (Sortant) | Sans opposition | Sans opposition |

| Candidats conseiller #3    | Vote            | %               |
| -------------------------- | --------------- | --------------- |
| Patrick Beaulieu (Sortant) | Sans opposition | Sans opposition |

| Candidats conseiller #4 | Vote | %     |
| ----------------------- | ---- | ----- |
| Annie Jalbert           | 486  | 70,23 |
| Alain Fortin (Sortant)  | 206  | 29,77 |

| Candidats conseiller #5     | Vote            | %               |
| --------------------------- | --------------- | --------------- |
| Frédéric Beaulieu (Sortant) | Sans opposition | Sans opposition |

| Candidats conseiller #6 | Vote | %     |
| ----------------------- | ---- | ----- |
| Marie-Ève Pelletier     | 350  | 50,87 |
| Gilles Dumont (Sortant) | 338  | 49,13 |

- Démission d'Annie Jalbert (conseillère #4) et de Marie-Ève Pelletier (conseillère #6) après avoir envoyé une mise en demeure à la mairesse le 3 juin 2019[28].

- Roberto Pelletier et Gilles Dumont deviennent respectivement conseiller #4 et conseiller #6 peu avant le 4 septembre 2019[29].

| Candidats conseiller #4 | Vote | % |
| ----------------------- | ---- | - |
| Roberto Pelletier       |      |   |

| Candidats conseiller #6 | Vote | % |
| ----------------------- | ---- | - |
| Gille Dumont            |      |   |

- Démission de Gilles Pelletier (conseiller #2) peu avant le 10 juin 2020[30].

- Démission de la mairesse Sonia Larrivée en raison d'une nomination à un poste incompatible avec le poste de mairesse le 2 mai 2021[31].

- Gilles Dumont (conseiller #6) assure l'intérim à titre de maire suppléant[32].

## Saint-Michel-du-Squatec
| Candidats pour la mairie                      | Vote | %     |
| --------------------------------------------- | ---- | ----- |
| André Chouinard                               | 374  | 54,52 |
| Francis Pelletier (Sortant d'un autre poste)  | 226  | 32,94 |
| Chantal Pelletier (Sortante d'un autre poste) | 86   | 12,54 |
| Taux de participation : 69,5 %                |      |       |

| Candidats conseiller #1   | Vote            | %               |
| ------------------------- | --------------- | --------------- |
| Alain Malenfant (Sortant) | Sans opposition | Sans opposition |

| Candidats conseiller #2 | Vote            | %               |
| ----------------------- | --------------- | --------------- |
| Jean-Marc Michaud       | Sans opposition | Sans opposition |

| Candidats conseiller #3 | Vote            | %               |
| ----------------------- | --------------- | --------------- |
| Mario Poitras           | Sans opposition | Sans opposition |

| Candidats conseiller #4  | Vote | %     |
| ------------------------ | ---- | ----- |
| Rémi Caron               | 358  | 52,72 |
| Juliette Côté (Sortante) | 321  | 47,28 |

| Candidats conseiller #5 | Vote            | %               |
| ----------------------- | --------------- | --------------- |
| Frédéric Lagacé         | Sans opposition | Sans opposition |

| Candidats conseiller #6 | Vote | %     |
| ----------------------- | ---- | ----- |
| Daniel Caron            | 424  | 62,17 |
| Francine Roy (Sortante) | 258  | 37,83 |

- Démission d'Alain Malenfant (conseiller #1), Mario Poitras (conseiller #3) et Frédéric Lagacé (conseiller #5) en 2019[33].
- Élection partielle prévue pour le 15 mars 2020[33], mais reportée et annulé en raison de la pandémie de COVID-19[34].

## Saint-Pierre-de-Lamy
| Candidats pour la mairie      | Vote            | %               |
| ----------------------------- | --------------- | --------------- |
| Jean-Pierre Ouellet (Sortant) | Sans opposition | Sans opposition |

| Candidats conseiller #1 | Vote | % |
| ----------------------- | ---- | - |
| Aucune candidature      |      |   |

| Candidats conseiller #2 | Vote            | %               |
| ----------------------- | --------------- | --------------- |
| Émilien Rioux (Sortant) | Sans opposition | Sans opposition |

| Candidats conseiller #3   | Vote            | %               |
| ------------------------- | --------------- | --------------- |
| Nancy Lévesque (Sortante) | Sans opposition | Sans opposition |

| Candidats conseiller #4 | Vote            | %               |
| ----------------------- | --------------- | --------------- |
| Mario Morin (Sortant)   | Sans opposition | Sans opposition |

| Candidats conseiller #5 | Vote            | %               |
| ----------------------- | --------------- | --------------- |
| Vincent Campeau-Gagnon  | Sans opposition | Sans opposition |

| Candidats conseiller #6 | Vote            | %               |
| ----------------------- | --------------- | --------------- |
| Carlo Ouellet (Sortant) | Sans opposition | Sans opposition |

- Le poste de conseiller #1 est comblé par Paul-Antoine Loranger entre novembre 2017 et décembre 2018[35].

- Démission de Nancy Lévesque (conseillère #3) en raison de son déménagement en dehors de la municipalité le 21 août 2019[36].

- Démission d'Émilien Rioux (conseiller #2) en raison de son déménagement à Rimouski le 9 septembre 2020[37].

## Témiscouata-sur-le-Lac
| Gilles Garon (Sortant)        | 1 445 | 55,64 |
| Hélène Lemieux                | 1 152 | 44,36 |
| Taux de participation : N/A % |       |       |

| Candidats district #1    | Vote | %     |
| ------------------------ | ---- | ----- |
| Marie-Frédérique Ouellet | 275  | 55,44 |
| Stéphane Paradis         | 221  | 44,56 |

| Candidats district #2 | Vote | %     |
| --------------------- | ---- | ----- |
| Phoebe Sirois         | 251  | 48,74 |
| Jean-Marc Bergeron    | 143  | 27,77 |
| André Loiselle        | 121  | 23,50 |

| Candidats district #3 | Vote | %     |
| --------------------- | ---- | ----- |
| Rémi Dumont (Sortant) | 229  | 51,00 |
| Charlotte Caron       | 162  | 36,08 |
| Ghislain Thériault    | 58   | 12,92 |

| Candidats district #4 | Vote | %     |
| --------------------- | ---- | ----- |
| Denis Blais           | 214  | 44,77 |
| Thérèse Viel          | 199  | 41,63 |
| Charles-Aimé Bélanger | 65   | 13,60 |

| Candidats district #5       | Vote | %     |
| --------------------------- | ---- | ----- |
| Annette Rousseau (Sortante) | 204  | 71,83 |
| Dany Landry                 | 80   | 28,17 |

| Candidats district #6         | Vote | %     |
| ----------------------------- | ---- | ----- |
| Elisabeth Cloutier (Sortante) | 273  | 69,47 |
| Yves Rousseau                 | 85   | 21,63 |
| Laval Beaulieu                | 35   | 8,91  |

- Élection partielle au poste de maire le 14 octobre 2018[38].
  - Organisée en raison de la démission du maire Gilles Caron à la suite d'une polémique dans le dossier des arénas[38].
  - Élection de Gaétan Ouellet au poste de maire[38].

| Gaétan Ouellet                  | 1 710 | 64,04 |
| Thérèse Viel                    | 835   | 31,27 |
| Dany Dubé                       | 125   | 4,68  |
| Taux de participation : 66,00 % |       |       |

- Démission d'Élisabeth Cloutier, conseillère du district #6, en décembre 2019[39].

- Démission d'Annette Rousseau, conseillère du district #5, après 11 ans de vie publique municipale et un désaccord de trop avec l'orientation du conseil en 13 mars 2020[39].